# Choča
Choča és un poble i municipi del districte de Zlaté Moravce a la Regió de Nitra, Eslovàquia. Es troba a la regió de Nitra. La primera menció escrita de la vila es remunta al 1172.

## Demografia
| Godina             | 1994 | 2004   | 2014   | 2024   |
| ------------------ | ---- | ------ | ------ | ------ |
| Nombre de persones | 474  | 486    | 501    | 470    |
| Diferència         |      | +2,53% | +3,08% | −6,18% |

| Godina             | 2023 | 2024   |
| ------------------ | ---- | ------ |
| Nombre de persones | 483  | 470    |
| Diferència         |      | −2,69% |